# Mauerhakenstreit
Der Mauerhakenstreit war eine Diskussion über Klettergrundsätze und Kletterethik in der Frühzeit des Kletterns in der Zeit von 1911 bis 1912. Wesentlicher Inhalt waren Kletterleitsätze, die definieren, wie eine Klettertour bewältigt werden sollte. Definiert wurden die Leitsätze von Paul Preuß, Kritiker waren im Wesentlichen Tita Piaz, Franz Nieberl, Hans Dülfer und andere gute Kletterer vor allem aus der Münchner Bergsteigerszene. Die damals definierten Grundsätze haben den Freiklettergedanken populär gemacht und eine Diskussion ausgelöst, die in Wellen bis heute ausgetragen wird.

## Stand der Sicherungstechnik beim Klettern um 1911
Der Stand der Sicherheitstechnik und -techniken in der Frühzeit des Kletterns war noch unterentwickelt. Auch in der Zeit von 1900 bis zum Ersten Weltkrieg gab es nur wenige Hilfsmittel.

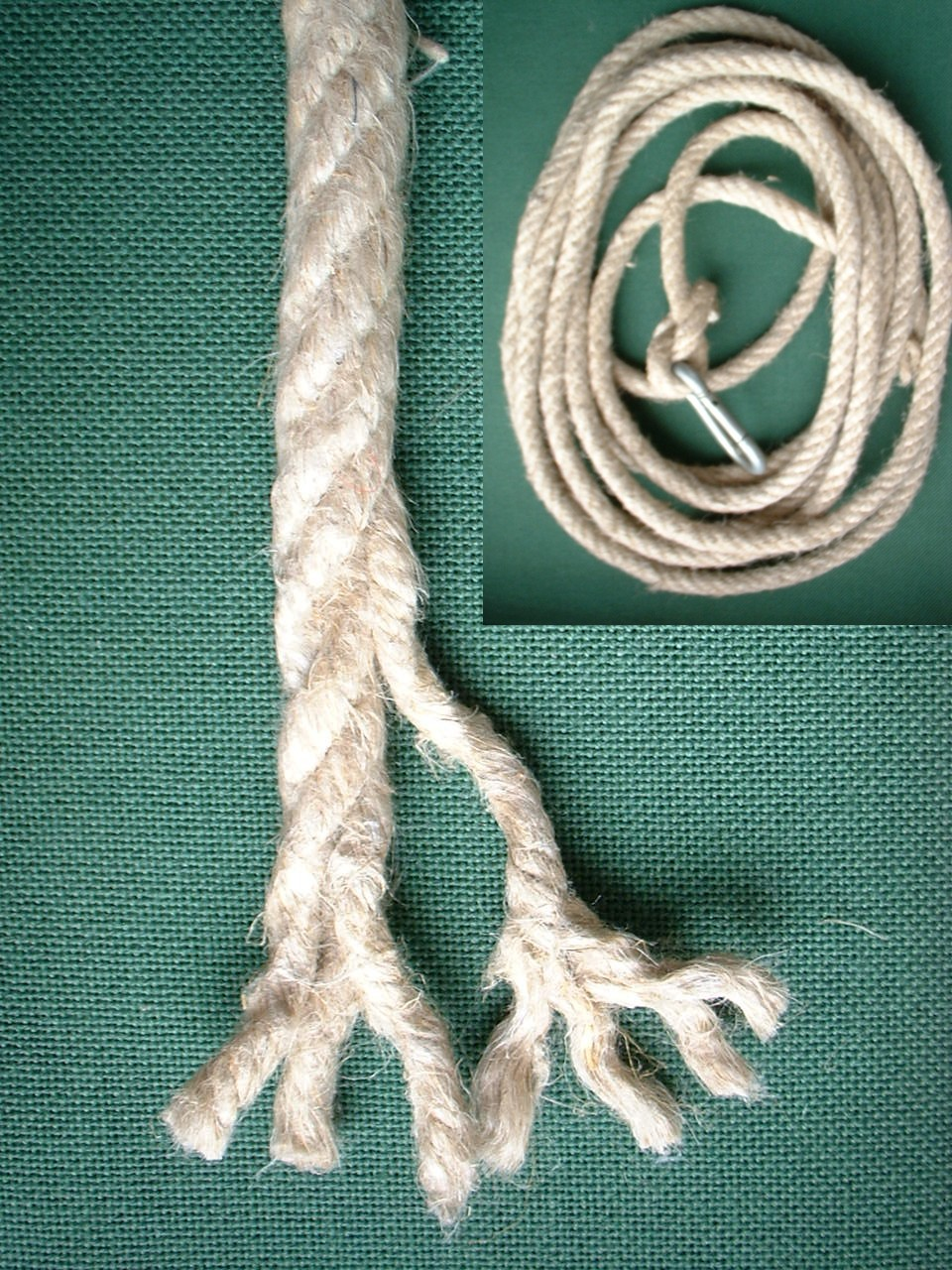
Hanfseil

Ein wesentliches Hilfsmittel waren Seile, um Stürze zu halten. Die verwendeten Seile waren durchweg aus Naturfasern, meist aus Hanf. Feuchter Hanf wird sehr schwer und steif, dadurch unhandlich. Feuchter Hanf verrottet auch schnell, und selbst wenn ein Hanfseil äußerlich noch gut aussieht, kann es innen so beschädigt sein, dass es bei Belastung unvermutet reißen kann. Außerdem haben Hanfseile einen weiteren großen Nachteil: Sie haben keine Elastizität. Bei einer plötzlichen starken Belastung wie bei einem Sturz im Vorstieg sind auch neue Hanfseile oft gerissen. Die Lehre daraus war, dass Führende nicht stürzen dürften. Daher waren Kletterer im frühen 20. Jahrhundert mental auf Solobegehungen eingestellt – im Falle eines Sturzes gab es kaum einen Unterschied. Trotzdem waren Seile wichtig: um den Seilzweiten zu sichern und um abzuseilen. Es gab auch Seile aus Seide; diese waren leichter und haltbarer, aber deutlich teurer. Kernmantelseile gab es erst ab 1950, Seile aus Kevlar ab 1965. Mit letzteren sind Seilrisse selten geworden und von diesen auch ein gutes Drittel auf Lagerungs- und Handhabungsfehler zurückzuführen.

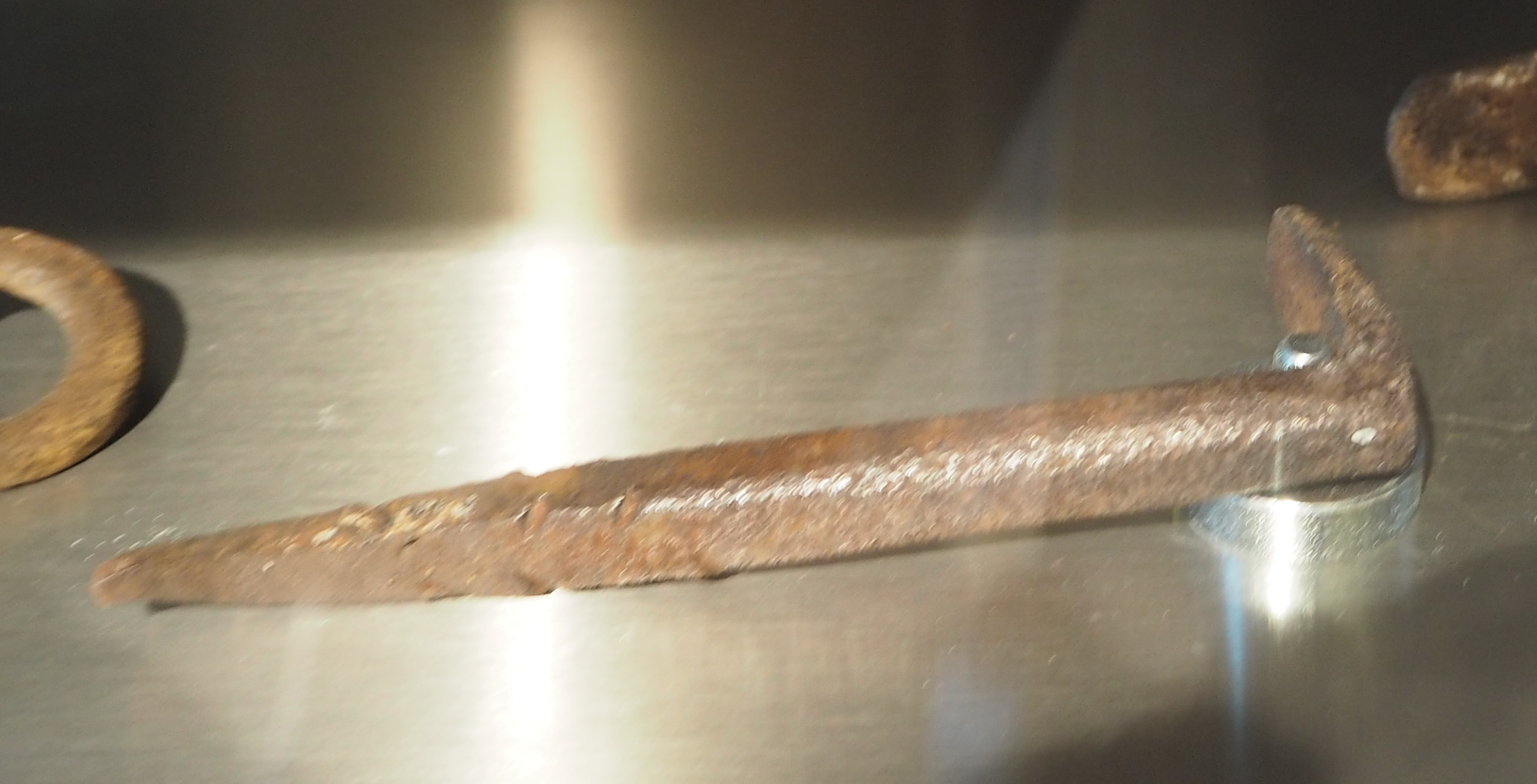
Offener Mauerhaken von Paul Preuß von 1911

Die damaligen Haken waren relativ einfache Stifte, die an einem Ende mit einer Öse versehen waren. Manchmal war an dem einen Ende auch ein Ring angebracht. Der Tiroler Bergführer und Schmied Hans Fiechtl entwickelte Anfang des 20. Jahrhunderts Haken aus weichem Stahl, die sich beim Einschlagen deformierten und festsetzten. Diese Vorgehensweise erhöhte die Sicherheit, aber die Haken ließen sich nicht mehr entfernen. Haken konnten nur in schon vorhandene schmale Risse oder Ähnliches gesetzt werden. Oder es wurden offene Haken verwendet, die aber nicht besonders sicher waren, wie die Gardinenhaken von Hans Fiechtl aus dem Jahr 1908. Das heißt: Die damaligen Lösungen für Haken waren unzulänglich, entweder unsicher oder umständlich oder beides. Bohrhaken, die deutlich sicherer sind, wurden erst ab den 1950er Jahren eingesetzt. Für sie mussten die Bohrlöcher im Fels mühsam gemeißelt werden. Erst mit der Erfindung der Akku-Bohrmaschine ab 1980 erfuhr der Bohrhaken eine weite Verbreitung.
Da Karabiner beim Klettern noch unbekannt waren, musste das Seil umständlich durch die Hakenöffnungen gefädelt werden, wofür sich der Kletternde aus- und wieder einbinden musste. Erst der Münchner Kletterer Otto Herzog beobachtete Maurer bei der Nutzung von Feuerwehrkarabinern und erkannte, dass diese auch eine einfache und sichere Verbindung zwischen Haken und Seil ermöglichen, die schnell hergestellt werden kann. Das war aber lange nach Preuß’ Zeit. Damit gab es auch keine sicheren Stände mit soliden geschlagenen Haken. Dafür wurden Haken nicht nur als Sicherung, sondern auch zur Fortbewegung genutzt, etwa um sich daran zu halten und darauf zu stehen.
Dieser Hintergrund ist wichtig, da der ganze Disput nur im Kontext der damaligen Situation zu verstehen ist. Für den Führenden in einer Seilschaft war der Unterschied zwischen Alleingang (free solo) und mit Sicherung zu steigen daher nur marginal. Dies ist mit den heutigen Sicherungsmitteln komplett anders.

## Preuß’ Aufsatz „Künstliche Hilfsmittel auf Hochtouren“
Unter dem Eindruck möglicher Sicherungen bei Begehungen und da Paul Preuß ein exzellenter Kletterer war, dessen Können meist weit über der Schwierigkeit der Tour lag, veröffentlichte er im August 1911 in der Deutschen Alpenzeitung den Aufsatz Künstliche Hilfsmittel auf Hochtouren. Darin stellte er die gängige Praxis des Kletterns in manchen Punkten in Frage, insbesondere wie und wann Haken verwendet werden sollten. So schrieb er: „Ich halte die Sicherung durch eingetriebene Mauerhaken, in vielen Fällen sogar Sicherung überhaupt, sowie das Abseilen und alle anderen Seilmanöver, die so oft die Besteigung von Bergen ermöglichen oder wenigstens dabei angewendet werden, für künstliche Hilfsmittel und daher vom Standpunkt des Alpinisten wie des Klettersportlers als nicht einwandfrei, als nicht berechtigt.“
Er schrieb, dass die Benutzung von Mauerhaken als Tritt ungerechtfertigt sei, auch als Griff oder Gleichgewichtserhalter sollten sie nicht herhalten. Er war der Meinung, wenn die Kletterstelle nicht frei bezwungen werden könne, dann solle man es lieber bleiben lassen. Der Seilsicherung solle eine bedeutende Rolle zufallen, doch im Vertrauen auf die Seilsicherung und Haken alles zu wagen und alles durchzuführen wäre unklug, unberechtigt und stillos. Nicht nur, dass man auf die Berge hinaufkomme, sei wichtig, sondern auch wie. Für Preuß war es nicht wichtig, den Gipfel zu erreichen, es war hingegen wichtig, sportlich zu klettern und sein eigenen Fähigkeiten am Fels messen zu können. Künstliche Hilfsmittel zur Fortbewegung zu benutzen, würde den sportlichen Wert der Besteigung mindern.
Im Weiteren schrieb Preuß: „Das Abseilen! Wenn man irgendwo nicht hinunterkann, soll man auch nicht hinauf“ und auch „abseilen können, das ist Rettung in der Not“, solle aber nicht tägliches Brot sein. Er stellte fest: „Aus eigener Kraft Schwierigkeiten überwinden, im Aufstieg wie im Abstieg – das ist ein Postulat einer ehrlichen, sportlichen Überzeugung.“ Abseilen war zu Preuß Zeit durchaus mit Risiko verbunden, da es häufig zu Seilrissen oder Hakenbrüchen beim Abseilen kam. Daher sollte es nur ein Notbehelf sein.
Insgesamt war die Sicherungskette nicht solide, daher sollte ein Sturz im Vorstieg auf jeden Fall vermieden werden – dies gelte es zu üben. Daher wäre es nur scheinbare Sicherheit im Falle eines Sturzes nur 3 Meter unter dem Haken zu hängen. Wenn man einen tödlichen Sturz vor Augen hätte, würde man dies besser beherzigen, damit wäre diese Besteigungsart ethischer, da es nicht die Illusion von Sicherheit gäbe.
Das Ideal von Preuß lautete daher, dass die Bewältigung höherer Schwierigkeiten allein durch gesteigertes Können verwirklicht werden sollte und nicht durch den Einsatz künstlicher Hilfsmittel. Das war in der damaligen Kletterszene eine Provokation.

## Reaktionen
Die Reaktionen auf diese Provokation waren heftig, besonders Franz Nieberl und Tita Piaz reagierten stark. Aber auch andere Kletterer äußerten sich nach und nach zu Preuß’ Thesen.
Tita Piaz veröffentlichte in der Deutschen Alpenzeitung vom September 1911 eine Erwiderung. Piaz warf Preuß vor, er unterscheide nicht zwischen Gebrauch und Missbrauch. Gebrauch wäre die Benutzung zur Sicherheit, Missbrauch wäre die Benutzung zur Fortbewegung. Genau schrieb Piaz: „Ich bitte mich nicht misszuverstehen: Ich spreche vom Mauerhaken als Sicherungsmittel, nicht als Leitersprosse.“ Preuß habe nicht bedacht, dass viele in den Wänden unterwegs seien, die eher Anfänger sind und nicht über ein großes alpinistisches Können verfügen, diese bräuchten Sicherheit. In Piaz’ Worten: „Die überwiegende Mehrzahl der Amateurführer ist jung, unerfahren und ungeübt; sie besitzen meist mehr Ehrgeiz als Fähigkeiten. … Wie kann man diesen jungen Leuten zurufen: keine Sicherung durch Mauerhaken, nur nicht abseilen!“ Piaz’ Überzeugung war, dass überall da, wo ernste Gefahr droht, die Anwendung von Haken und Seil Pflicht ist, auch mit Rücksicht auf den Gefährten. Piaz, der selbst Familienvater war, erinnerte daran, dass auch die Angehörigen ein Recht hätten, den Kletterer wiederzusehen, hat aber auch anerkannt, dass Preuß ein exzellenter Kletterer war, der die Haken zur Fortbewegung meist nicht nötig hätte.
Franz Nieberl gab Piaz recht und schrieb: „Ob bildlich genommen oder nicht, muss jeder Wissende zugeben, dass im Fels viel Heimtücke, viele gefährliche Fallgruben und Fußangeln verborgen liegen.“ Daher sei der Einsatz von Sicherungsmittel nicht nur nicht fragwürdig, er sei sogar geboten. Nieberl warf Preuß vor, er sei „ein kaltherziges Ungeheuer“ und verlange von Bergsteigern, sie „sollten gewissermaßen in Schönheit sterben“.
In der Oktoberausgabe 1911 der Deutschen Alpenzeitung schrieb Preuß eine Entgegnung, in der er seine Gedanken nochmals präzisierte und auf die Gegenargumente einging.
Paul Jacobi ging in der Novemberausgabe 1911 der Deutschen Alpenzeitung auf die Argumente von Preuß ein, indem er schrieb: „Das Seil und die Mauerhaken sollen eben nur zur Sicherung gegen unvorhergesehene Zufälle dienen“, sei aber zwingend notwendig, um Menschenleben zu schonen und zu schützen.
In einem Essay in den Mitteilungen des Deutschen und Österreichischen Alpenvereins greift Franz Nieberl Preuß direkt an. Nieberl störte, dass Preuß eine klare Trennung zwischen Alpinismus und Klettersport vornehme. Wenn das sportliche Element so in den Vordergrund trete, werde die Kletterei zum reinen Sportbetrieb, die Berge nicht mehr wichtig. Nieberl spielte aber auch auf die Herkunft und die Konversion von Preuß an und stellte seinen Patriotismus in Frage. Alle, die Preuß Ansicht von rein sportlicher Natur des Kletterns folgen würden, würden in Zerstörung enden. Eine Kletterroute wäre trotzdem gut und stilvoll, auch wenn kleine Teile des Weges mit Hilfsmittel zurückgelegt würden, wenn damit die Tour gemacht werden könne. Nieberl war auch der Auffassung, dass nicht alle über das Können von Preuß verfügen würden, daher wäre das Preußsche Ideal geradezu gefährlich. Er schrieb „Die Aufrechterhaltung des Grundsatzes, Bergfahrten mit der geringsten Gefahr auszuführen, hat auch beim heutigen Stand des Klettersports noch uneingeschränkte, volle Berechtigung.“ Jeder sei es seinen Angehörigen und seinen Gefährten schuldig, sein Leben und das Leben anderer nicht leichtfertig aufs Spiel zu setzen. Daher sei der Gebrauch von Seil und Haken geboten.
Eine eher moderate Haltung nahm Hans Dülfer ein, er konstatierte: „Nicht in den Preußschen Theorien liegt die Gefahr, sondern in deren nicht von jedem richtig durchzuführender Beachtung.“

## Die 6 Kletterregeln von Preuß
Aufgrund der vielen Diskussionen, Erwiderungen und Entgegnungen sah sich Preuß genötigt, seine Ansichten klarer auszudrücken und sie in Handlungsempfehlungen zu gießen sowie sie ausführlich zu beschreiben. Die Entgegnung wurde am 15. Dezember 1911 in den Mitteilungen des Deutschen und Österreichischen Alpenvereins, Bd. 37, veröffentlicht. Preuß ging in seiner Einleitung auch auf die Vorwürfe von Nieberl ein und warf ihm Vorurteile gegen ihn als Person vor, Smart konstatierte, dass Preuß tief getroffen war. Preuß zeige nochmals genau, dass Alpinismus und Klettern zwei unterschiedliche Disziplinen wären und zeigte das anhand von Beispielen auf. Der Sport sollte nicht mit Gefühlen überladen werden. Die sechs Leitsätze für das Klettern von Preuß sind:
1. „Bergtouren, die man unternimmt, soll man nicht gewachsen, sondern überlegen sein.“
2. „Das Maß der Schwierigkeiten, die ein Kletterer im Abstieg mit Sicherheit zu überwinden im Stande ist und sich auch mit ruhigem Gewissen zutraut, muss die oberste Grenze dessen darstellen, was er im Aufstieg begeht.“
3. „Die Berechtigung für den Gebrauch von künstlichen Hilfsmitteln entsteht daher nur im Falle einer unmittelbar drohenden Gefahr.“
4. „Der Mauerhaken ist eine Notreserve und nicht die Grundlage einer Arbeitsmethode.“
5. „Das Seil darf ein erleichterndes, niemals aber das allein seligmachende Mittel sein, das die Besteigung der Berge ermöglicht.“
6. „Zu den höchsten Prinzipien gehört das Prinzip der Sicherheit. Doch nicht die krampfhafte, durch künstliche Hilfsmittel erreichte Korrektur eigener Unsicherheit, sondern jene primäre Sicherheit, die bei jedem Kletterer in der richtigen Einschätzung seines Könnens zu seinem Willen beruhen soll.“

Preuß legte auch klar dar, dass er Haken im Notfall akzeptiert, diese sollen aber nur der Sicherung dienen. Das Prinzip sollte Sicherheit sein und nicht Sicherung. Sicherheit erwachse nur aus eigener Kraft. Wenn Kletterer die handwerkliche Eroberung mit künstlichen Mitteln aufgeben würden und dafür einen Freikletterstil befolgen würden, würde dies Kletterer intellektuell und mental weiterbringen.
Um den Streit beizulegen, veranstaltete die Sektion Bayerland des DÖAV am 31. Januar 1912 einen Diskussionsabend, bei dem sich die Kontrahenten aussprechen konnten. An diesem Abend nahmen viele der besten Kletterer in Europa teil, die Zukunft des Kletterns wurde intensiv und leidenschaftliche diskutiert. Piaz konnte nicht teilnehmen, da kurz zuvor seine Frau gestorben war. In der Diskussion gab Nieberl Preuß im Großen und Ganzen Recht. Im März 1912 fasste Hans Dülfer in einem Essay in den Mitteilungen des Deutschen und Österreichischen Alpenvereins, Bd. 38, den Streit und die unterschiedlichen Standpunkte zusammen. Viele der Weggefährten von Preuß erkannten an, dass Hilfsmittel zur Fortbewegung nicht benutzt werden sollten, betonten aber, dass Hilfsmittel zur Sicherung unbedingt empfehlenswert seien.
Der Streit über die Verwendung von Hilfsmitteln hat aber die persönlichen Beziehungen der Kletterer untereinander nicht beeinträchtigt: So waren es gerade Tita Piaz und Angelo Dibona, die das Vermächtnis von Preuß bewahrten und seine Schriften gerettet haben, nachdem Preuß aus antisemitischen Motiven nördlich der Alpen totgeschwiegen wurde. So benannte z. B. Tita Piaz 20 Jahre nach Preuß’ Tod eine kleine Hütte an den Vajolettürmen nach ihm.

## Wirkung und Rezeption
Preuß gilt bis heute als einer der wesentlichen Verfechter des Freiklettergedankens und hat ihn mit seinen Leitsätzen allgemein bekannt gemacht. Seine Thesen zielen darauf ab, das Risiko genau abzuwägen; sie stellen die Anfälligkeit des Kletterns für Misserfolge und für Verletzungen in den existenziellen Mittelpunkt des Kletterns. Durch die von Preuß aufgeworfene Frage, wie viele Hilfsmittel für das Klettern wichtig und richtig sind, hat er eine Diskussion ausgelöst, die in Wellen bis heute immer wieder aufflammt. Preuß' Ansicht, wenn eine Tour mit Haken aufbereitet werden muss, um sie anschließend begehen zu können, dann wäre der Kletterer noch nicht reif für diese Tour, ist auch heute wieder ein wesentlicher Grundsatz der Kletterethik. Die Thesen werden auch heute von Spitzenkletterern noch als zeitgemäß gesehen. So sagte Alexander Huber, seine Ideen, seine Einflüsse seien bis heute ideengebend, er wäre der Vater des Freiklettergedankens und weiter „Seine Gedanken waren elitär, seine Ideen kühn - so kühn, um damals allgemein verstanden zu werden. Erst heute, in der Retrospektive, erkennen wir das Gewicht eines Paul Preuß in der Geschichte des Bergsteigens.“ Preuß war der aufregendste europäische Alpinist, seine Weitsicht als Alpinist nahm viele Veränderungen im Klettern vorweg. Preuß war einer der vehementesten Verfechter des Freikletterns im alpinen Raum und hat die Idee des Freikletterns mit seinen Thesen populär gemacht.
Nach dem Ersten Weltkrieg etablierte sich das technische Klettern, also Klettern, bei dem technische Hilfsmittel zur Fortbewegung verwendet werden. Dies schloss das Benutzen von Haken als Griffe oder Tritte ein. Es wurden aber auch Trittleitern in die Haken eingehängt, um schwierige Stellen zu umgehen. Erst Anfang der 1980er Jahre kam es zu einer Rückbesinnung auf natürliches Klettern, bei dem Seil und Haken nur der Sicherheit und nicht der Fortbewegung dienen – so wie es Preuß definiert hat. „Rotpunkt“ ist der bis heutige maßgebliche Kletterstil, er bedeutet, dass eine Route im Vorstieg in einem Zug durchstiegen wird und keinerlei künstliche Hilfsmittel zur Fortbewegung benutzt werden.
Eine dem Mauerhakenstreit ähnliche Diskussion entbrannte, als Jürg von Känel 1992 das Plaisierklettern bekannt machte. Känel bezeichnete als Plaisierklettern jene Mehrseillängenrouten mit moderatem Schwierigkeitsgrad, die gut mit Bohrhaken abgesichert sind und einen eher kurzen und risikoarmen Zu- wie Abstieg ermöglichen. Auch wurde die Frage aufgeworfen, ob eine zu gute Absicherung nicht dazu verführt, die Gefahren zu verkennen. Besonders in den Berchtesgadener Alpen wurde der Streit verbissen ausgefochten und konnte erst bei einem Treffen im Herbst 2002 in Innsbruck beigelegt werden. Nach einem aus einem Standhakenbruch resultierenden tödlichen Seilschaftssturz in der Südwestwand der Roten Flüh wurden fast alle Routen in den Tannheimer Bergen nachgerüstet, zumindest die Standplätze sind Stand 2022 mit Bohrhaken ausgerüstet". Die Sanierung erfolgte behutsam, es wurden nur alte, schlechte Normalhaken durch neue Bohrhaken ersetzt, aber keine zusätzlichen Sicherungen angebracht. Die klassischen Routen besitzen daher immer noch ihren traditionellen Charakter wie von Preuß definiert.
Auch 2024 gab es eine ähnliche Debatte: Im Wetterstein wurde die neue schwierige Tour „Profiempörer“ nicht von unten erstbegangen, sondern es wurde zuerst von oben abgeseilt, die Tour mit Bohrhaken ausgestattet und erst dann von unten begangen. Dass alpine Routen von unten eingerichtet und erstbegangen werden, ist gängige Praxis und die empfohlene Vorgehensweise. Von oben einzurichten ist risikoärmer und einfacher. Daher gab es auch hier eine Diskussion um Kletterstil und Kletterethik, die den Gedanken von Preuß sehr ähnlich waren.